# سد وادي غان
سد وادي غان هو سد يقع في وادي الهيرة الواقعة شمال غريان ب14 كيلومتر وجنوب منطقة الرقيعات ويقع في شعبية الجبل الغربي في ليبيا.
أُنشئ في عام 1982 وكان الغرض الرئيسي من السد عند انشاؤه هو توفير المياه وإمدادها من أجل الزراعة في تلك المنطقة.